# Garage Inc.
„Garage Inc.“ е албум на американската хевиметъл формация Металика, в който групата изпълнява кавъри на други състави.
Албумът е разделен на два диска, като първия представя изцяло нови композиции, а втория представлява презапис на стари такива, правени от Металика в предишни периоди от кариерата им. В първия диск има кавъри на Блек Сабат, Тин Лизи и др. Не всички кавъри в албума са на метъл групи. Въпреки че песните не са на Металика, те звучат така, сякаш са изцяло техни произведения. Причината за това е начинът, по който са изпълнени с типичните за Металика китари и ударни инструменти, и разбира се специфичния глас на вокалиста Джеймс Хетфийлд. В албума са събрани част от любимите песни на музикантите. По този начин те отдават почит на хората, на които са се възхищавали като млади.
Особеното на този албум е, че той е последният студиен албум, в който участва дългогодишният басист на групата, Джейсън Нюстед. Единствената песен записана в студио по-късно с него е „I Disappear“ през 2000 г. за саундтракта към филма „Мисията невъзможна 2“. През януари 2001 г. Нюстед напуска групата за изненада на всички фенове след почти 15 години съвместна работа с тримата основни членове.
Официалният фенклуб на METALLICA в България Harvester of Sofia направи анкета за най-добър кавър на Metallica. Според гласуването на първите три места са Am I Evil? (22% от гласувалите), Turn the Page (18%) и Whiskey in the Jar (15%).

## Албум
| Година | Чарт                | Позиция |
| ------ | ------------------- | ------- |
| 1998   | The Billboard 200   | 2       |
| 1998   | Top Canadian Albums | 3       |

### Сингли
| Година | Сингъл                | Чарт                   | Позиция |
| ------ | --------------------- | ---------------------- | ------- |
| 1998   | „Turn the Page“       | Mainstream Rock Tracks | 1       |
| 1999   | „Die, Die My Darling“ | Mainstream Rock Tracks | 26      |
| 1999   | „Turn the Page“       | Modern Rock Tracks     | 39      |
| 1999   | „Whiskey in the Jar“  | Mainstream Rock Tracks | 4       |

## Награди

### Грами
| Година | Победител            | Категория                    |
| ------ | -------------------- | ---------------------------- |
| 1999   | „Whiskey in the Jar“ | Най-добро хардрок изпълнение |